# Annulococcus ugandaensis
Annulococcus ugandaensis är en insektsart som beskrevs av James 1936. Annulococcus ugandaensis ingår i släktet Annulococcus och familjen ullsköldlöss.
Artens utbredningsområde är Uganda. Inga underarter finns listade i Catalogue of Life.